# 韋利達里夫卡
47°40′0″N 31°50′4″E / 47.66667°N 31.83444°E
韋利達里夫卡（烏克蘭語：Велідарівка），是烏克蘭南部尼古拉耶夫州沃兹涅先斯克区葉拉涅茨市鎮的村落。始建於1802年，面積0.75平方公里，海拔高度60米，2001年人口390，人口密度每平方公里520人。